# Niccolò d'Aiello
Niccolò d'Aiello (... – 10 febbraio 1221) è stato un arcivescovo cattolico e politico italiano, arcivescovo di Salerno dal 1181 alla morte.

## Biografia
Era il secondogenito del cancelliere del Regno di Sicilia Matteo da Salerno. Fu un consigliere fidato alla corte di Tancredi di Sicilia ed uno degli attori della guerra di successione che contrappose quest'ultimo all'imperatore Enrico VI.
Ai tempi in cui Enrico marciava per assediare Napoli nel 1191, le frange dei salernitani fedeli all'imperatore inviarono una lettera al sovrano promettendogli ricovero. L'arcivescovo Niccolò, la cui famiglia era ostile agli Hohenstaufen, dovette allora abbandonare Salerno per Napoli; qui prese il comando per la difesa della città allorché Riccardo di Acerra fu ferito.
Insieme all'ammiratus ammiratorum Margarito da Brindisi protessero con successo la città e costrinsero l'imperatore ad abbandonare l'assedio. Tuttavia ciò ebbe poco effetto sugli esiti della guerra. Infatti Enrico fu incoronato il 25 dicembre del 1194 a Palermo ed alla cerimonia furono presenti non solo Niccolò ma anche Riccardo di Acerra, Margarito e la regina Sibilla. Quattro giorni dopo furono tutti arrestati con l'accusa di cospirazione (probabilmente inventata) e trasferiti nelle prigioni tedesche. Qui Niccolò rimase per diversi anni, malgrado le intercessioni di papa Innocenzo III.